# Esodo Pratelli
Esodo Pratelli (Lugo, 8 febbraio 1892 – Milano, 4 gennaio 1983) è stato un pittore e regista italiano.

## Biografia
Dopo aver frequentato l'Accademia di belle arti di Roma si trasferì a Milano, dove nel 1922 fece la sua prima mostra di pittura e dal 1924 fu direttore della Scuola superiore d'Arte applicata all'Industria del Castello Sforzesco.
Durante il fascismo partecipò alle più importanti esposizioni dell'epoca, tra le quali la prima Quadriennale di Roma e la Biennale di Venezia.
Alla fine degli anni trenta debuttò nel mondo del cinema come sceneggiatore e regista realizzando tra l'altro Pia de' Tolomei, Se non son matti non li vogliamo e A che servono questi quattrini? con Eduardo e Peppino De Filippo.
Fu dirigente a Cinecittà dal momento della fondazione, al Centro sperimentale di cinematografia e alla Commissione di censura cinematografica. Durante la guerra iniziò a lavorare a un film, abbandonandone poi la lavorazione; sarà Vittorio De Sica a riprendere il progetto e portarlo a termine col titolo La porta del cielo.
Nel dopoguerra girò alcuni documentari sulle arti figurative. Dall'inizio degli anni cinquanta di Pratelli si perdono le tracce.

## Filmografia
- Scandalo per bene (1939)
- Se non son matti non li vogliamo (1941)
- Pia de' Tolomei (1941)
- Gente dell'aria (1941)
- A che servono questi quattrini? (1942)
- L'amore degli angeli (1944)